# ビード・エドワード・ヒュー・クリフォード
ビード・エドワード・ヒュー・クリフォード（Bede Edward Hugh Clifford, 1890年 - 1969年）は、第24代イギリス領モーリシャス総督。在任期間は1937年10月23日から1942年4月16日まで。